# Potențial standard de electrod
În electrochimie, potențialul standard de electrod (sau potențialul standard de reducere) reprezintă o valoare de referință a potențialului unui electrod reversibil în stare standard, adică solutul cu o concentrație efectivă de 1 mol/dm3 și gazele la o presiune de 1 atmosferă. Valorile pentru potențialele standard de electrod se găsesc de obicei în tabele, pentru o temperatură de 25 °C și au fost determinate având ca referință electrodul standard de hidrogen (SHE). Simbolul potențialului standard de electrod este E° sau E⦵.
Baza pentru o celulă electrochimică, precum este o celulă galvanică, este mereu o reacție redox, care poate fi împărțită în două așa-zise semi-reacții: oxidarea ce are loc la anod (cu cedare de electron) și reducerea ce are loc la catod (cu acceptare de electron). Electricitatea este generată ca urmare a diferenței de potențial electric dintre cei doi electrozi. Diferența de potențial este creată ca rezultat al diferenței dintre potențialele individuale ale celor doi electrozi metalici în raport cu electrolitul.
Deși potențialul total al celulei poate fi măsurat, nu există metode simple de măsurare cu acuratețe al potențialelor separate ale electrodului sau electrolitului. 